# Diamant Yaoundé
Le Diamant Yaoundé est un club camerounais de football basé à Yaoundé.

## Histoire
C'est l'un des clubs fondateurs du championnat national qui a connu à sa tête 2 présidents mythique tour à tour un certain NJILA JEAN VESPA ( NJV) et plus récemment CLAUDE ZOUNDJA (ZOUCLO), puisqu'il participe à la toute première édition en 1961. Le Diamant remporte le championnat camerounais en 1966 et découvre ainsi l'année suivante la Coupe des clubs champions africains, sans y jouer un match, puisque le club déclare forfait avant d'affronter les Libyens d'Al Ittihad Tripoli. C'est le seul titre en championnat, son autre performance étant une deuxième place obtenue lors de la saison 1991 derrière le Canon Yaoundé. Cette place de dauphin permet à l'équipe de participer à la Coupe de la CAF 1992, où elle est éliminée en huitièmes de finale par le club zaïrois de l'OC Mbongo Sports.
Le club a de meilleurs résultats en Coupe du Cameroun puisqu'il a atteint à sept reprises la finale, et en a gagné trois. Ces trois succès ont eu lieu avant la création de la Coupe d'Afrique des vainqueurs de Coupe et c'est grâce au doublé Coupe-championnat du Tonnerre Yaoundé conjugué à sa défaite en finale de Coupe que le Diamant peut participer à la Coupe des Coupes en 1988. Après avoir éliminé successivement l'Atlético Malabo (Guinée-Équatoriale), l'ASC Jeanne d'Arc du Sénégal puis les Kényans de l'AFC Leopards, le Diamant tombe en demi-finales face au club tunisien du CA Bizerte, futur vainqueur de l'épreuve. 

## Palmarès
- Championnat du Cameroun :
  - Vainqueur : 1966.
  - Vice-champion : 1991.

- Coupe du Cameroun :
  - Vainqueur : 1964, 1971 et 1972.
  - Finaliste : 1973, 1987, 1989 et 1992.

- Coupe d'Afrique des vainqueurs de Coupe :
  - Demi-finaliste en 1988

## Joueurs emblématiques
- Salomon Olembé
- André Kana-Biyik
- Charles Léa Eyoum
- Émile Mbouh
- Jean-Jacques Missé-Missé